# Chiesa di San Giacomo Maggiore (Grigno)
La chiesa di San Giacomo Maggiore è la parrocchiale di Grigno, in provincia ed arcidiocesi di Trento: fa parte della zona pastorale Valsugana - Primiero.

## Storia
Già nel 1864, rilevata l'insufficienza della vecchia parrocchiale dei Santi Giacomo e Cristoforo a soddisfare le esigenze dei fedeli, si pensò a sostituirla con una nuova chiesa, ma questa idea rimase solo sulla carta. Tuttavia, dopo la prima guerra mondiale, grazie all'interessamento del parroco don Fortunato Frisanco, si decise di realizzarla; così, nel 1927 venne acquistato il terreno e nel 1928 fu formato un comitato per l'edificazione della chiesa.

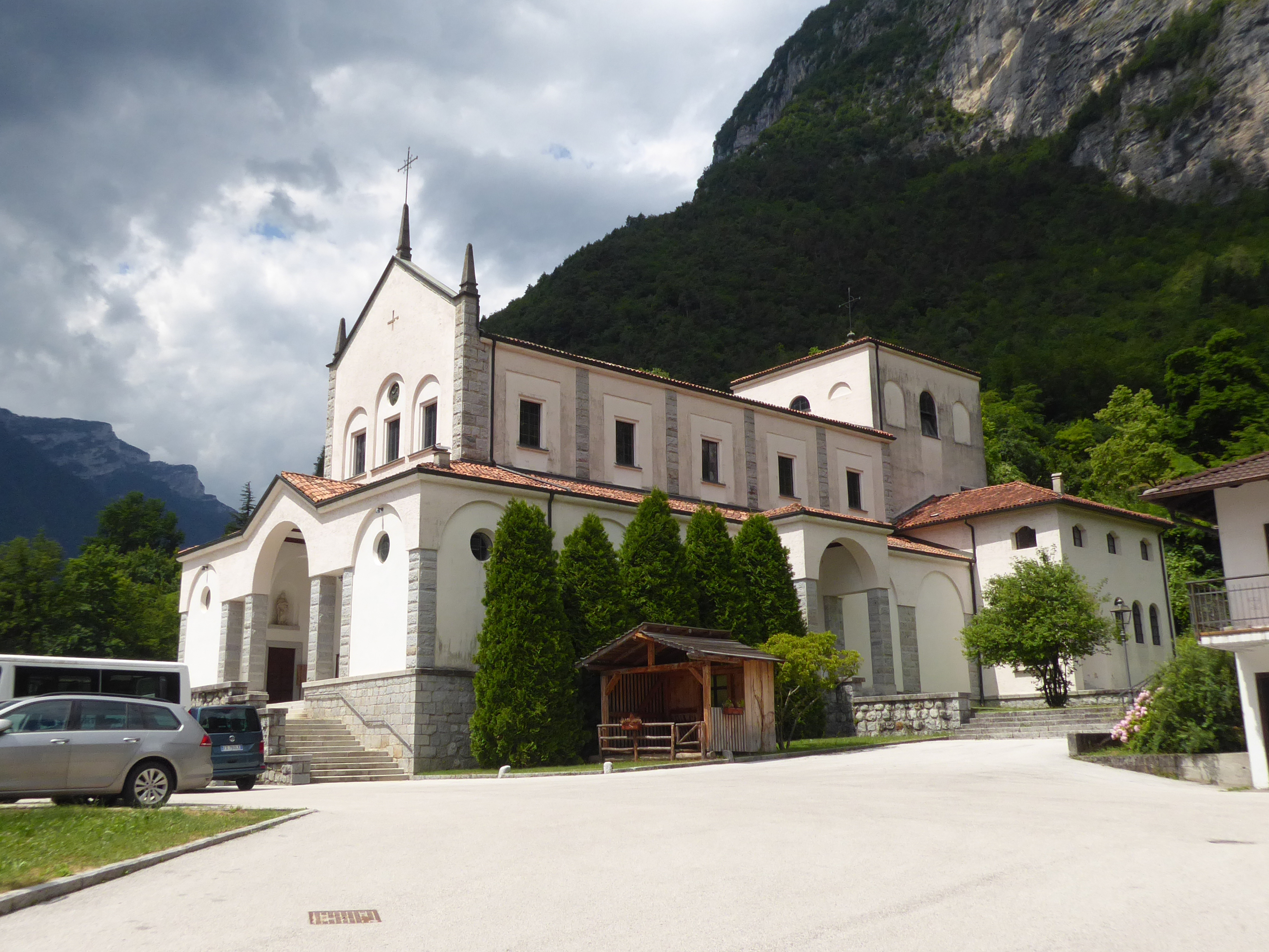
La chiesa vista da un'altra angolazione

Il disegno originario prevedeva una chiesa adibita anche a tempio ossario, ma nel 1929 dovette essere ridimensionato; nell'autunno del medesimo anno, dopo aver demolito la precedente cappella dei Santi Maria e Giuseppe che sorgeva in quel luogo, ebbero inizio i lavori di costruzione della nuova parrocchiale, progettata dallo studio diretto dagli architetti Pietro Marzani e prof. Giovanni Tiella; la posa ufficiale della prima pietra avvenne tuttavia in un secondo momento, il 29 giugno 1930, mentre poi l'opera fu terminata nel 1933 e il 29 luglio l'arcivescovo Celestino Endrici impartì la consacrazione.
Le rifiniture delle cappelle vennero eseguite nel biennio 1944-45, mentre poi tra il 1946 e il 1950 furono realizzate ulteriori decorazioni; nel 1960 la chiesa venne interessata da un intervento di ampliamento e tra il 1999 e il 2001 si procedette al restauro della struttura.

## Descrizione

### Esterno

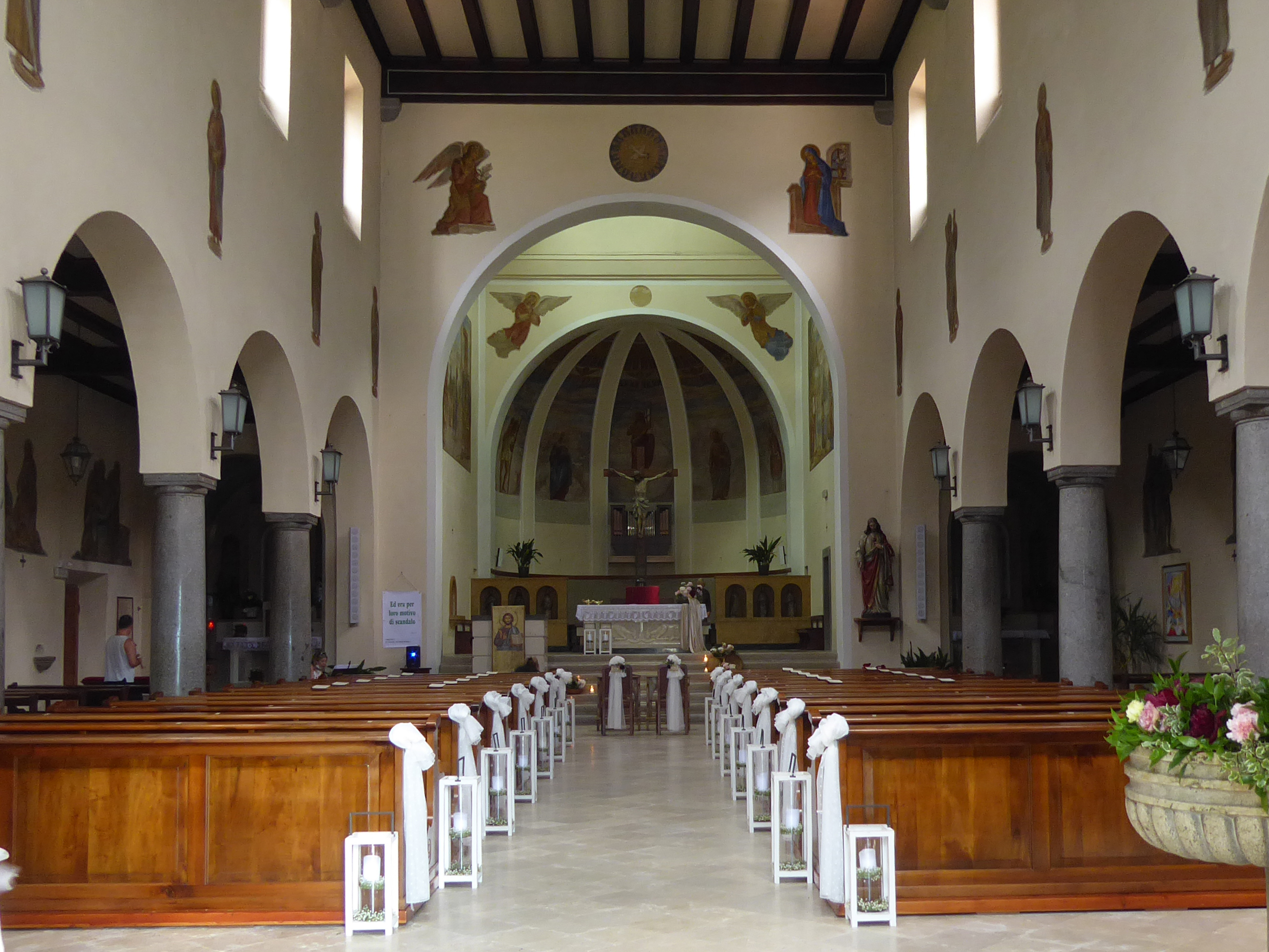
L'interno

La facciata della chiesa, intonacata e preceduta dal pronao abbellito da due statue scolpite da Antonio Giuseppe Sartori e caratterizzato da due arcate cieche laterali in cui s'aprono altrettanti oculi e da una grande serliana centrale che s'imposta su pilastri rivestiti da conci, presenta il portale d'ingresso, architravato e sormontato da una lunetta, e sopra re archi a tutto sesto in cui si aprono due finestre rettangolari e un oculo.

### Interno
L'interno dell'edificio è suddiviso da colonne in granito a pianta circolare sorreggenti archi a tutto sesto in tre navate, di cui quelle laterali terminanti con due cappelle; al termine dell'aula si sviluppa il presbiterio, introdotto dall'arco santo, sopraelevato di sette scalini e chiuso dall'abside di forma semicircolare.